# John Adams (televisieserie)
John Adams is een Amerikaanse miniserie uit 2008 over de geschiedenis van de onafhankelijkheid van de Verenigde Staten en de rol die de tweede president John Adams daarin speelde. De serie is gebaseerd op het gelijknamige boek van David McCullough en werd voor het eerst tussen 16 maart 2008 en 27 april 2008 in zeven delen uitgezonden door HBO. De rol van John Adams wordt vertolkt door Paul Giamatti. John Adams werd geproduceerd door Tom Hanks en Gary Goetzman en won vier Golden Globes en dertien Emmy Awards.

## Rolverdeling
- Paul Giamatti - John Adams
- Laura Linney - Abigail Adams
- Stephen Dillane - Thomas Jefferson
- David Morse - George Washington
- Tom Wilkinson - Benjamin Franklin
- Rufus Sewell - Alexander Hamilton
- Justin Theroux - John Hancock
- Danny Huston - Samuel Adams
- Clancy O'Connor - Edward Rutledge
- Željko Ivanek - John Dickinson
- Ebon Moss-Bachrach - John Quincy Adams
- Tom Hollander - George III

## Lijst van afleveringen
1. Join or Die
2. Independence
3. Don't Tread on Me
4. Reunion
5. Unite or Die
6. Unnecessary War
7. Peacefield